# Moledet (wieś)
Moledet (hebr. מולדת; ang. Moledet; pol. Ojczyzna) – wieś komunalna położona w Samorządzie Regionu Ha-Gilboa, w Dystrykcie Północnym, w Izraelu.

## Położenie
Moledet jest położona na wysokości od 60 do 70 metrów n.p.m. w południowo-zachodniej części płaskowyżu Ramot Jissachar, na północy Izraela. Znajduje się on na wschodnim zboczu niewielkiego wzgórza Moledet (72 m n.p.m.), po którego północnej stronie przepływa strumień Brit (ma on źródła na północny zachód od wsi), a po stronie południowej przepływa strumień Cwaim. Łączą się one na wschodzie i spływają w kierunku wschodnim do depresji Doliny Jordanu. Na południe od moszawu znajdują się źródła strumienia Kipodan, który spływa na południe do Doliny Charod, po której drugiej stronie wznoszą się Wzgórza Gilboa. Natomiast w odległości 4 km na północny zachód od wsi wznosi się masyw góry Giwat ha-More (515 m n.p.m.). W otoczeniu wsi Moledet znajdują się kibuce Geszer, Newe Ur, Chamadja, Sede Nachum, Bet ha-Szitta, Tel Josef i En Charod Ichud, moszawy Jardena, Bet Josef i Ramat Cewi, oraz arabska wieś At-Tajjiba.
Moledet jest położona w Samorządzie Regionu Ha-Gilboa, w Poddystrykcie Jezreel, w Dystrykcie Północnym Izraela.

## Historia
Pierwotnie tutejsze ziemie należały do arabskich wiosek At-Tajjiba i Jubla. Po I wojnie światowej w 1918 roku cała Palestyna przeszła pod panowanie Brytyjczyków, który w 1921 roku utworzyli Brytyjski Mandat Palestyny. Umożliwiło to rozwój osadnictwa żydowskiego w Palestynie. W latach 20. XX wieku żydowskie organizacje syjonistyczne zaczęły wykupywać grunty w Dolinie Charod i na sąsiednim płaskowyżu Wyżyny Issachar. Jako pierwszy, w 1921 roku powstał kibuc En Charod, a następnie szereg żydowskich osiedli w Dolinie Charod. Następnie przystąpiono do kolonizacji położonego na północ od doliny rozległego płaskowyżu Wyżyny Issachar. W takich okolicznościach, w dniu 4 lipca 1937 roku założono kibuc Moledet.
Grupa założycielska kibucu składała się z żydowskich imigrantów z Niemiec. Byli to członkowie syjonistycznej organizacji Moledet (pol. Ojczyzna), która była powiązana z organizacją B’nai B’rith. Zdobyli oni doświadczenie i nauczyli się rolnictwa w moszawach Nahalal, Be’er Towijja i Kefar Jechezkel. W 1937 roku Żydowski Fundusz Narodowy udzielił im prawa do działalności rolniczej na 7 tys. hektarów ziemi wykupionej od mieszkańców wsi At-Tajjiba. Ziemia ta była jednak mocno rozczłonkowana i w rzeczywistości dostępnych było jedynie 2,5 tys. hektarów. Dzięki temu powstał kibuc Moledet, nazwany przez założycieli na cześć organizacji, której byli członkami. W owym czasie trwało arabskie powstanie w Palestynie, w wyniku czego kibuc był typową w owym czasie rolniczą osadą obronną, posiadającą palisadę i wieżę obserwacyjną. Początkowo zamieszkało w nim 20-30 pionierów, których ochraniali członkowie Policji Żydowskich Osiedli. Warunki życia były bardzo ciężkie, a wodę pitną noszono pieszo w baniakach z pobliskiego kibucu Gewa. Podjęte próby wykopania studni zakończyły się niepowodzeniem. Przez cały ten czas, główny trzon grupy założycielskiej nadal przebywał w moszawie Be’er Towijja. Doszło wówczas do rozłamu ideologicznego grupy. Spór dotyczył przyszłej koncepcji organizacyjnej osady Moledet - czy miał być to kibuc, czy też moszaw. Niektórzy członkowie, którzy nie chcieli zaakceptować idei kibucu, odłączyli się w maju 1939 roku i zamieszkali w moszawie Szadmot Dewora. W czerwcu 1939 roku pozostali członkowie grupy zebrali się i przeprowadzili do kibucu Moledet. Krótko po tym w osadzie wybuchł pożar wywołany przez nieostrożne posługiwanie się lampą naftową. Spłonęły wówczas wszystkie baraki kibucu. Zniszczenia szybko odbudowano, a w kolejnych latach uruchomiono wodociąg. Pod koniec stycznia 1942 roku w sąsiedztwie założono nowy moszaw Ramat Cewi. Latem 1942 roku kibuc Moledet dotknęła epidemia tyfusu plamistego, w wyniku której zmarło 3 jego mieszkańców. W 1944 roku nastąpiło przekształcenie kibucu w moszaw, przy równoczesnej zmianie jej nazwy na B’nai B’rith.
W poszukiwaniu skutecznego rozwiązania narastającego konfliktu izraelsko-arabskiego w dniu 29 listopada 1947 roku została przyjęta Rezolucja Zgromadzenia Ogólnego ONZ nr 181. Zakładała ona między innymi, że moszaw B’nai B’rith miał znaleźć się w granicach nowo utworzonego państwa żydowskiego. Arabowie odrzucili tę rezolucję i dzień później doprowadzili do wybuchu wojny domowej w Mandacie Palestyny. Od samego początku wojny okoliczne wioski były wykorzystywane przez arabskie milicje, które sparaliżowały żydowską komunikację w całym regionie. Z tego powodu, siły żydowskiej Hagany przeprowadziły szereg operacji, zajmując i wysiedlając część tutejszych wiosek arabskich. Podczas I wojny izraelsko-arabskiej w dniu 16 maja 1948 roku wysiedlono i zniszczono sąsiednią wieś arabską Jubla. Po wojnie moszaw przejął pola uprawne zniszczonych wiosek arabskich Jubla, Dżabbul, Jubla, Kafra i Kaukab al-Hawa. W międzyczasie zmieniono nazwę moszawu na Moledet-B’nai B’rith, a w 1957 roku powrócono do Moledet. W latach 90. XX wieku moszaw przeszedł przez proces prywatyzacji, zachowując kolektywną organizację instytucji kultury, edukacji i ochrony zdrowia. Przekształcono go wówczas w wieś komunalną. Istnieją plany rozbudowy wsi.

## Demografia
Większość mieszkańców wsi jest Żydami:

## Gospodarka i infrastruktura
Gospodarka wsi opiera się na rolnictwie, sadownictwie, hodowli drobiu, bydła i owiec. Zakład Molram produkuje urządzenia dźwigowe. We wsi jest przychodnia zdrowia, centrum odnowy biologicznej, sklep wielobranżowy i warsztat mechaniczny.

## Transport
Z wsi wyjeżdża się na zachód drogą nr 717, którą dojeżdża się do moszawu Ramat Cewi i dalej do skrzyżowania z drogą nr 716. Jadąc nią na północ dojeżdża się do arabskiej wioski Na’ura, lub jadąc na południe zjeżdża się do Doliny Charod przy kibucach En Charod Ichud i En Charod Me’uchad, dojeżdżając do skrzyżowania z drogą nr 71. Lokalna droga prowadzi Z wsi na północ do arabskiej wioski At-Tajjiba.

## Edukacja i kultura
We wsi jest przedszkole i szkoła podstawowa. Starsze dzieci są dowożone do szkoły średniej w kibucu En Charod Me’uchad. We wsi jest ośrodek kultury z biblioteką, basen kąpielowy, sala sportowa z siłownią i boisko do piłki nożnej.

## Turystyka
Na południe od wsi znajduje się krawędź Wyżyny Issachar, skąd rozciąga się widok na całą Dolinę Charod i położone naprzeciwko Wzgórza Gilboa. Z wsi organizowane są wycieczki piesze i samochodowe po całej okolicy. Na północnym wschodzie znajdują się ruiny twierdzy krzyżowców Belvoir, które są chronione przez Park Narodowy Belvoir.